# Kiryat Shemona
Kiryat Shemona (en hebreo: קריית שמונה‎, lit. 'Ciudad de los Ocho') es una ciudad ubicada en el distrito Norte de Israel, en las vertientes occidentales del valle de Jule, cerca de la frontera con el Líbano. Su nombre es en honor de las ocho personas, entre ellas Joseph Trumpeldor, que murieron en 1920 defendiendo Tel Jai.
En 2022 tenía una población de 22 492, la mayoría de los cuales son judíos, particularmente de ascendencia sefardí y mizrají. Kiryat Shemona es la ciudad más septentrional de Israel.

## Historia

### SigloXX
La ciudad de Kiryat Shemona fue fundada en mayo de 1949, en el sitio de la aldea árabe de Al-Jalisa, cuyos habitantes huyeron al Líbano durante la guerra árabe-israelí de 1948.Inicialmente, las casas vacías de Al-Jalisa se utilizaron como campamentos (maabará) para inmigrantes y refugiados judíos que trabajaban principalmente en la agricultura. 
Los primeros residentes fueron catorce familias de judíos yemenitas quienes llegaron el 18 de julio de 1949 y fueron seguidos por más judíos yemenitas un mes después. Inicialmente el asentamiento se llamó Kiriat Yosef en honor a Joseph Trumpeldor, en junio de 1950, el nombre del asentamiento fue cambiado al actual Kiryat Shemona.

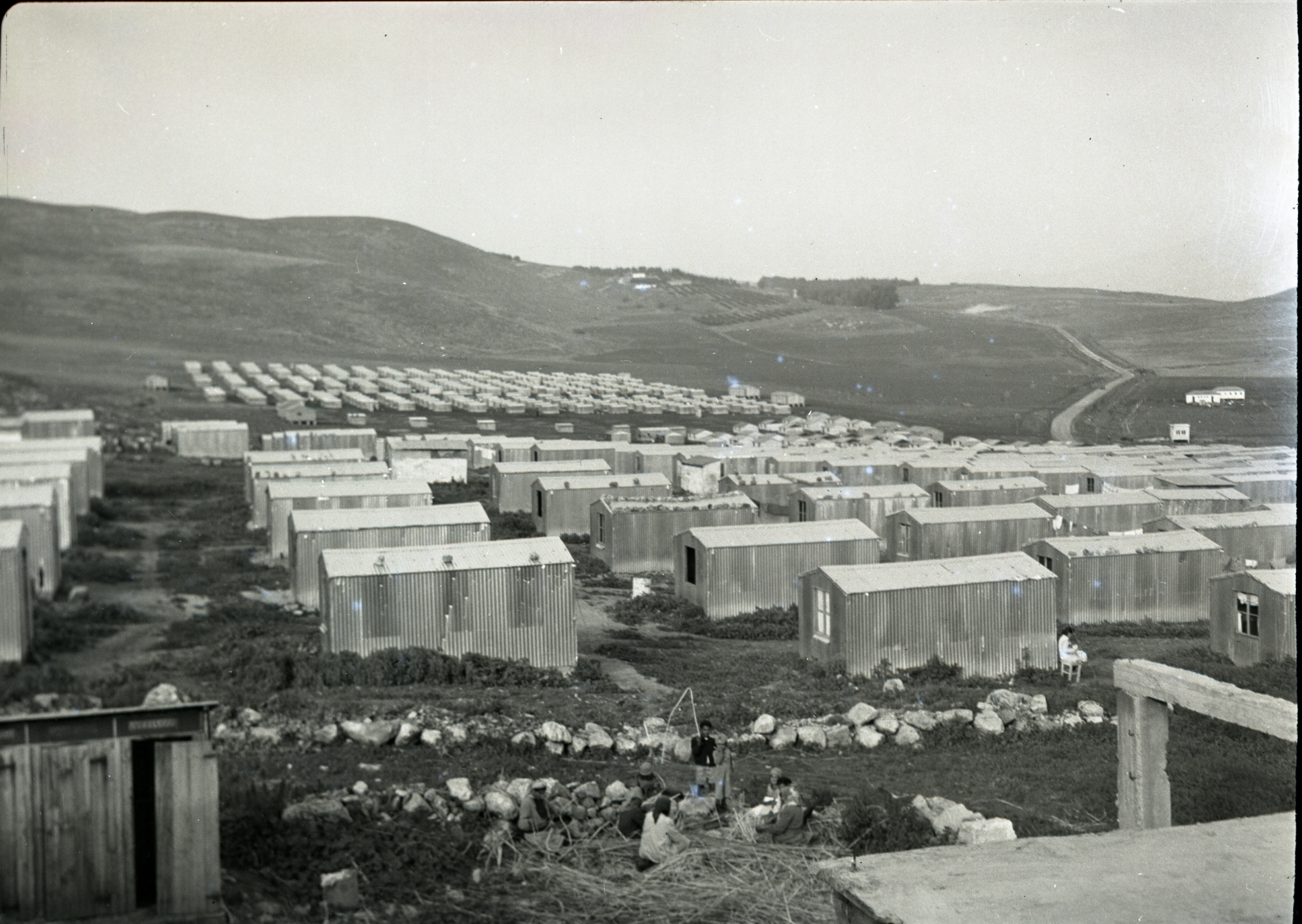
Kiryat Shemona en 1952

En octubre de 1950 había 1500 residentes en el asentamiento y en julio de 1951, la población había aumentado a casi 4000. La mayoría de los residentes trabajaban en la agricultura, ganadería, en el drenaje y desarrollo del Valle de Jule y en la construcción de viviendas y edificios residenciales.

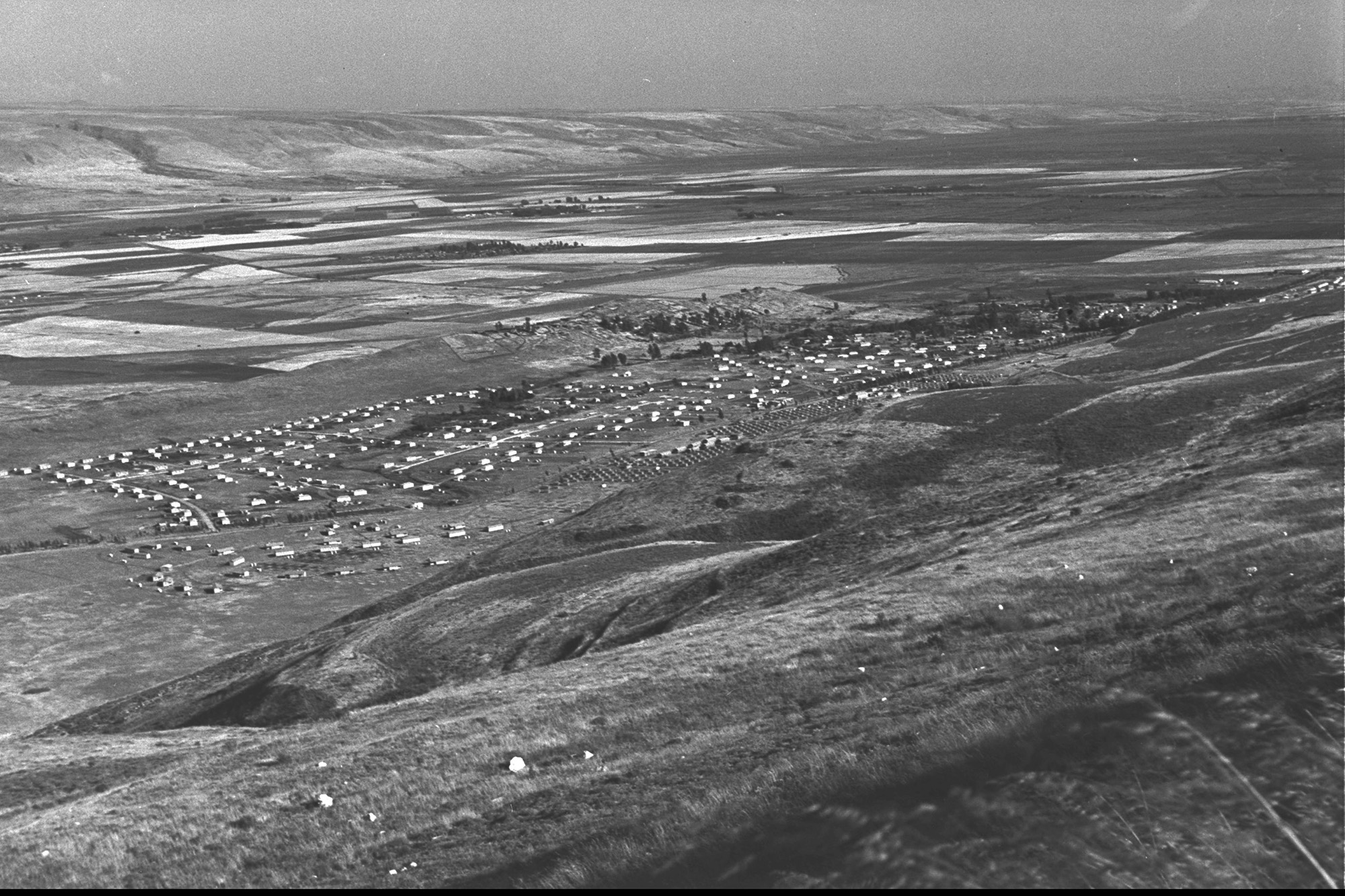
Kiryat Shemona en 1955

En 1953, Kiryat Shemona fue declarada ciudad en desarrollo.En los primeros años, el crecimiento estuvo impulsado por la llegada de inmigrantes judíos de Yemen, Irán, Irak, India, Hungría y Rumania, pero más tarde, llegaron oleadas de inmigrantes del Norte de África, en particular de Túnez y Marruecos.

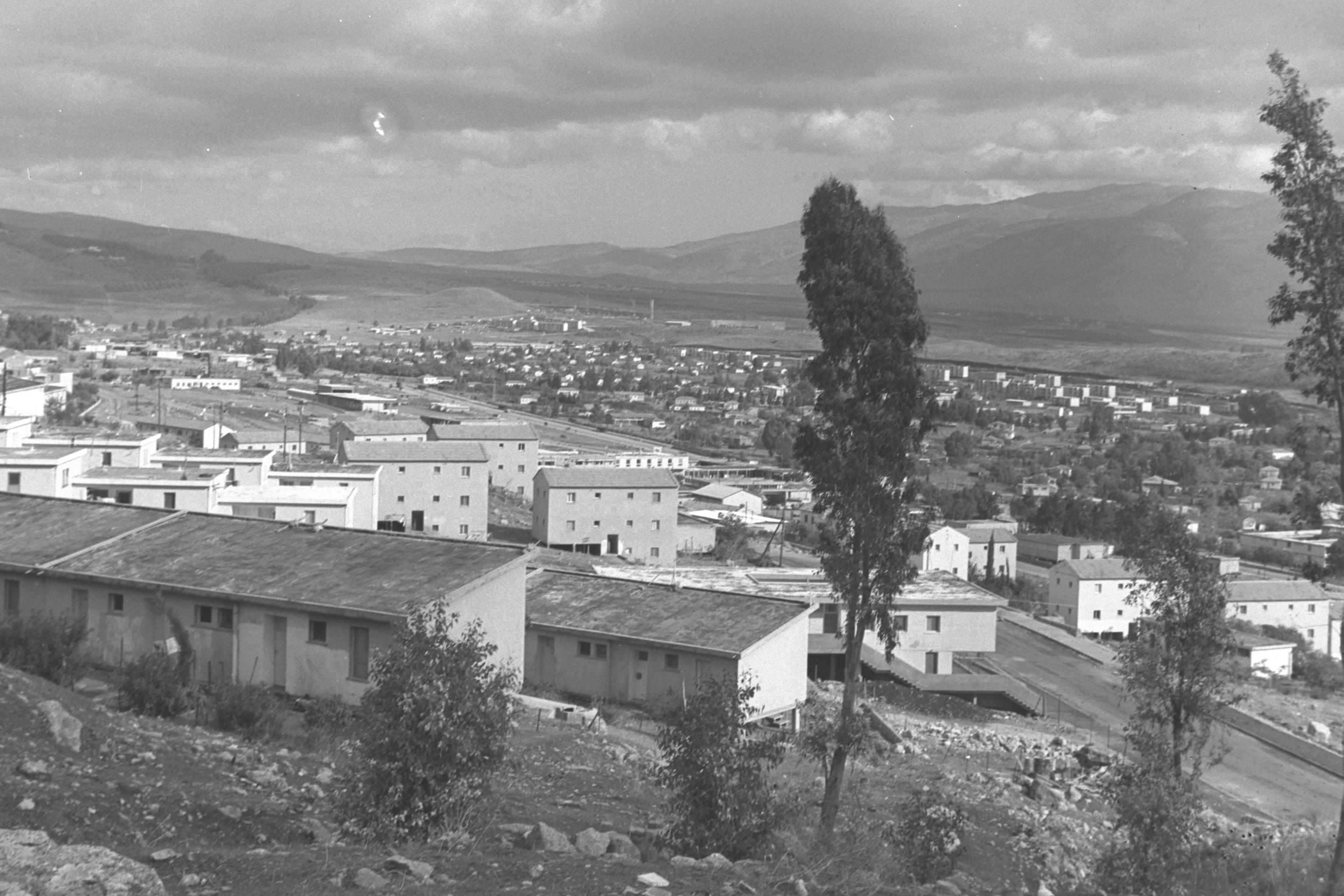
Kiryat Shemona en 1964

La ciudad se construyó sin un plan maestro, sino barrio por barrio a medida que llegaban oleadas de inmigrantes. 
A finales de 1963, la población de Kiryat Shemona ascendía a 15 000 habitantes, a pesar de que en 1980 la expectativa era de 30 000 habitantes. Esta expectativa no se ha hecho realidad hasta hoy debido a la migración interna masiva durante la década de 1960 y después.
La ubicación de Kiryat Shemona, cerca del Líbano, la ha convertido en blanco de ataques transfronterizos con cohetes y de varios ataques terroristas árabes a lo largo de su historia.
El 11 de abril de 1974, el Frente Popular para la Liberación de Palestina-Comando General (FPLP-CG), envió a tres milicianos a través de la frontera del Líbano a Kiryat Shemona.Asesinaron a dieciocho residentes de un edificio de apartamentos, entre ellos nueve niños, antes de morir en un intercambio de disparos en el complejo. Esta matanza se la conoce como la masacre de Kiryat Shemona.La ciudad siguió siendo blanco de ataques terroristas, incluyendo los ataques de la OLP con cohetes Katiusha en julio de 1981.
La ciudad mantuvo un tamaño similar (15 200 habitantes) en 1983 y creció en cien habitantes más hasta 1989. El saldo de la inmigración en estos años fue siempre negativo y se equilibró gracias al aumento natural de la población. 
A diferencia de la situación actual, cuando Kiryat Shemona es un ejemplo de ciudad nueva y de ciudad jardín, en su tiempo fue una ciudad "fallida" durante muchos años. La rotación de residentes en la ciudad fue alta y, según estimaciones, alrededor de 75000 habitantes pasaron por la ciudad en los primeros 25 años de su existencia.
Las principales causas de la inmigración negativa fueron la lejanía de la ciudad de los centros urbanos del país, la falta de infraestructura urbana adecuada y de servicios en los campos de la educación, transporte, comunicaciones, educación y salud. En 1989, la población de Kiryat Shemona se estimaba en 15 300 habitantes.
Desde 1990, con el inicio de la gran ola de inmigración en el país procedente de la antigua Unión Soviética hasta 2001, la población aumentó en 6 100 residentes y se estimaba en 21 400 residentes, de los cuales 3.800 eran inmigrantes (sin incluir a los niños nacidos en Israel de madres que emigraron de la Unión Soviética). 
Los inmigrantes constituían el 18% de todos los residentes de Kiryat Shemona. En los dos primeros años de inmigración (1990 a 1991), la población de la ciudad creció en 3 100 personas y el saldo de la inmigración fue positivo. Durante los diez años siguientes (de 1992 a 2001) su población creció en otros 3 000 habitantes.
Hubo más ataques con cohetes Katiusha realizados por Hezbolá en 1996 durante la Operación Uvas de la Ira.Los días 24 y 25 de junio de 1999, dos residentes murieron cuando Hezbolá disparó una andanada de cohetes Katiusha contra el centro de Kiryat Shemona.

### SigloXXI

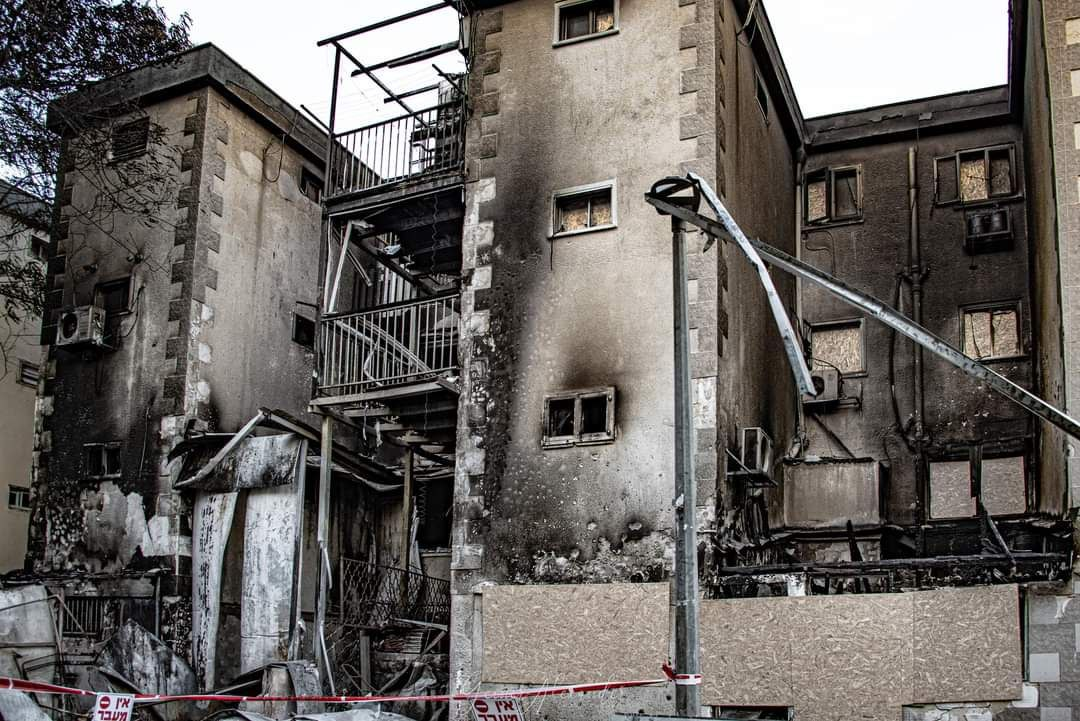
Un edificio en Kiryat Shemona después de un ataque de Hezbolá durante la guerra de 2023-2024

Durante la guerra del Líbano de 2006, la ciudad volvió a ser el objetivo de los ataques con cohetes Katiusha por parte de Hezbolá. La mayoría de los residentes de la ciudad abandonaron la zona durante la guerra, y los 5.000 que quedaron permanecieron en refugios antiaéreos, convirtiendo la ciudad en una ciudad fantasma. Durante la guerra, un total de 1.012 cohetes Katiusha impactaron en Kiryat Shemona.
Tras el estallido de la guerra de Gaza, y debido a ataques por parte de Hezbolá y facciones palestinas del sur del Líbano, la ciudad fue evacuada junto con decenas de pueblos en la Alta Galilea, a hoteles y casas de huéspedes en Jerusalén, Netanyá y Haifa financiadas por el Estado. Durante la guerra, hubo más de 130 alertas de sirenas en toda la ciudad: 13 en el primer mes de la guerra, 15 en el segundo mes y 18 en el tercer mes.
En febrero de 2024, un misil antitanque alcanzó la ciudad e hirió gravemente a un niño y a su madre. A finales de marzo, un trabajador de una fábrica murió en un ataque con cohetes de Hezbolá, y otros dos trabajadores resultaron levemente heridos.
En julio y agosto del 2024, la ciudad ya había sufrido daños importantes debido a los ataques frecuentes de Hezbolá utilizando cohetes, drones, misiles antitanque y morteros, que causaron daños a la infraestructura e incendios que diezmaron el área cercana. Casi todos los habitantes de Kiryat Shemona han sido desplazados internamente a otras zonas del país como parte del conflicto, y menos de 1700 residentes todavía permanecen en la ciudad.

## Geografía

### Emplazamiento

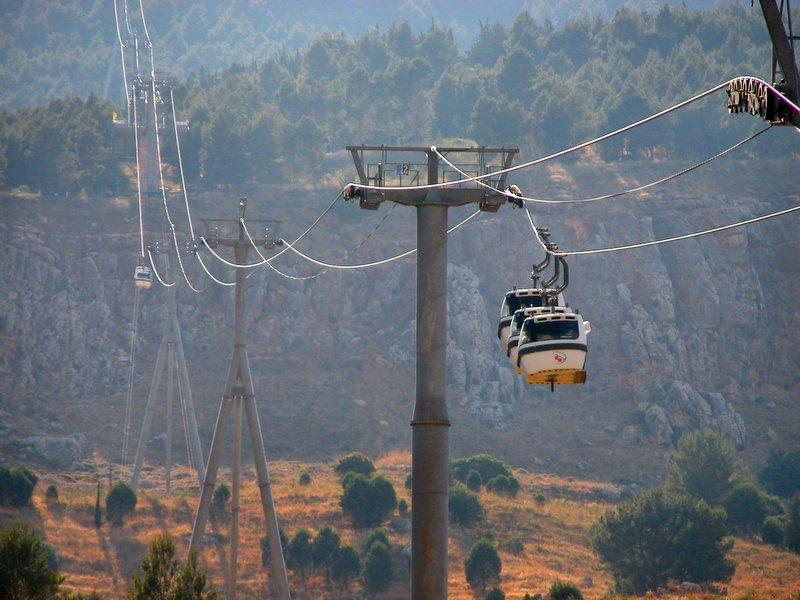
Teleférico de Menara

Kiryat Shemona se encuentra en el Dedo de Galilea junto al valle de Jule, unos 5 kilómetros (3 millas) al sur y 2 kilómetros (1 milla) al este de la frontera con el Líbano. Su elevación es de unos 150 metros (492 pies) sobre el nivel del mar.
La ciudad está situada al norte del valle del Rift del Jordán, y como resultado, es una de las ciudades de Israel con mayor riesgo de sufrir sismos (junto con Safed, Beit Sheán, Tiberíades, y Eilat).

### Clima
Kiryat Shemoná tiene un clima mediterráneo (Köppen: Csa) con veranos calurosos y secos e inviernos ligeramente frescos y lluviosos.
| Parámetros climáticos promedio de Kiryat Shemoná | Parámetros climáticos promedio de Kiryat Shemoná | Parámetros climáticos promedio de Kiryat Shemoná | Parámetros climáticos promedio de Kiryat Shemoná | Parámetros climáticos promedio de Kiryat Shemoná | Parámetros climáticos promedio de Kiryat Shemoná | Parámetros climáticos promedio de Kiryat Shemoná | Parámetros climáticos promedio de Kiryat Shemoná | Parámetros climáticos promedio de Kiryat Shemoná | Parámetros climáticos promedio de Kiryat Shemoná | Parámetros climáticos promedio de Kiryat Shemoná | Parámetros climáticos promedio de Kiryat Shemoná | Parámetros climáticos promedio de Kiryat Shemoná | Parámetros climáticos promedio de Kiryat Shemoná |
| Mes                                              | Ene.                                             | Feb.                                             | Mar.                                             | Abr.                                             | May.                                             | Jun.                                             | Jul.                                             | Ago.                                             | Sep.                                             | Oct.                                             | Nov.                                             | Dic.                                             | Anual                                            |
| ------------------------------------------------ | ------------------------------------------------ | ------------------------------------------------ | ------------------------------------------------ | ------------------------------------------------ | ------------------------------------------------ | ------------------------------------------------ | ------------------------------------------------ | ------------------------------------------------ | ------------------------------------------------ | ------------------------------------------------ | ------------------------------------------------ | ------------------------------------------------ | ------------------------------------------------ |
| Temp. máx. media (°C)                            | 14.5                                             | 16                                               | 19                                               | 22.5                                             | 26.5                                             | 29.3                                             | 31.3                                             | 31.6                                             | 30.1                                             | 27.3                                             | 21.9                                             | 16.7                                             | 23.9                                             |
| Temp. media (°C)                                 | 9.4                                              | 10.6                                             | 13.3                                             | 16.6                                             | 20.5                                             | 23.5                                             | 25.4                                             | 25.5                                             | 24                                               | 21.1                                             | 15.7                                             | 11.2                                             | 18.1                                             |
| Temp. mín. media (°C)                            | 4.9                                              | 5.5                                              | 7.6                                              | 10.3                                             | 14                                               | 17.4                                             | 19.8                                             | 20.2                                             | 18.5                                             | 15.6                                             | 10.5                                             | 6.6                                              | 12.6                                             |
| Lluvias (mm)                                     | 129                                              | 127                                              | 95                                               | 52                                               | 22                                               | 5                                                | 2                                                | 2                                                | 7                                                | 28                                               | 67                                               | 111                                              | 647                                              |
| Humedad relativa (%)                             | 75                                               | 73                                               | 68                                               | 64                                               | 59                                               | 58                                               | 61                                               | 65                                               | 63                                               | 61                                               | 61                                               | 70                                               | 64.8                                             |
| Fuente: Climate-Data.org                         |                                                  |                                                  |                                                  |                                                  |                                                  |                                                  |                                                  |                                                  |                                                  |                                                  |                                                  |                                                  |                                                  |

## Demografía
De acuerdo con la Oficina Central de Estadísticas de Israel (ICBS), en 2022 la composición étnica de la ciudad era un 89,3% judía, sin una población árabe significativa. La población judía de la ciudad es en gran parte sefardí y mizrají. La tasa de crecimiento demográfico fue del 4,5% en el año 2022. 
La población de la ciudad se divide de la siguiente manera: 
- 6,9% con una edad entre 0 y 4 años.
- 6,6% con una edad entre 5 y 9 años.
- 7,0% con una edad entre 10 y 14 años.

- 6,8% con una edad entre 15 y 19 años.
- 16,7% con una edad entre 20 y 29 años.
- 17,6% con una edad entre 30 y 44 años.
- 16,9% con una edad entre 45 y 59 años.
- 6,4% con una edad entre 60 y 64 años.
- 15,1% con una edad de 65 años y más.

## Economía
De acuerdo con la Oficina Central de Estadísticas de Israel (ICBS) al año 2000, en la ciudad había 8303 trabajadores asalariados y 467 trabajan por cuenta propia. El salario mensual promedio en el 2000 de un trabajador asalariado en la ciudad era 4306 séqueles. Los asalariados hombres tienen un salario promedio mensual de 5443 séqueles (un cambio real del 7,1%), frente a 3065 séqueles para las mujeres (un cambio real del -2,2%). La media de ingresos para los trabajadores por cuenta propia es 6.769 séqueles. Hay 564 personas que reciben prestación de desempleo y 1655 personas que reciben una garantía de ingresos. 

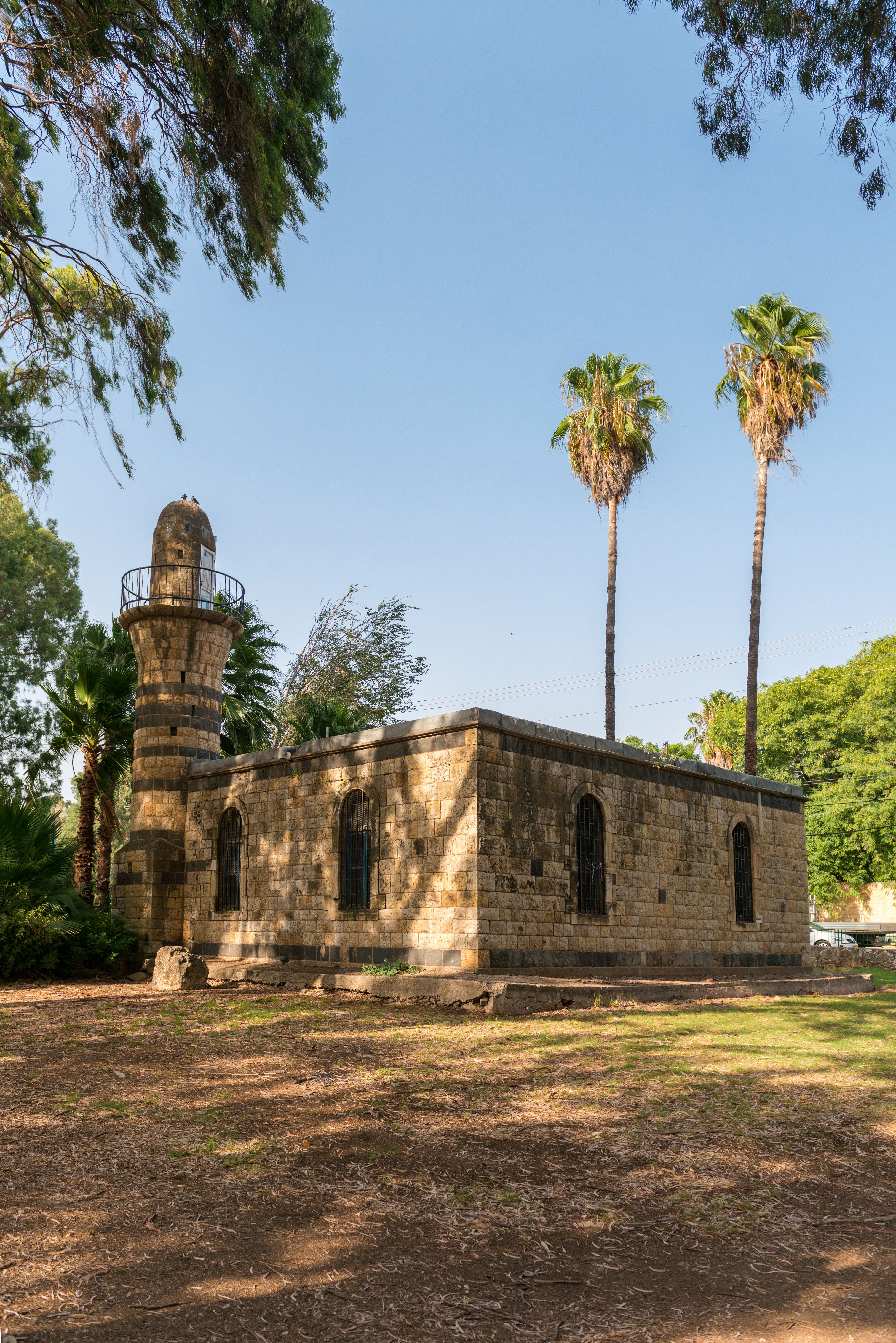
Museo de Historia de Kiryat Shemona, anteriormente una mezquita

## Turismo
- Teleférico de Menara: Se encuentra en el extremo sur de la ciudad. El teleférico desciende desde el kibutz de Menara en las Montañas Naftalí, hacia Kiryat Shemona.

- Parque Hazahav: Se encuentra en el sur de la ciudad. Esta es el área pública abierta más grande de la ciudad, con una superficie de 11 hectáreas. Cuenta con un arroyo de agua dulce el cual debe su nombre (el Nájal Ein Zahav) que durante décadas había sido desviado para obtener agua potable. Tras la restauración del río y del parque, el lugar mantiene un ecosistema natural en el corazón de la ciudad, contando con un sendero, un área de pícnic y un parque infantil.

- Museo de Historia de Kiryat Shemona: Una antigua mezquita hoy convertido en un museo, dedicado a la memoria de los habitantes y soldados de la ciudad que han fallecido en las diversas guerras de Israel.

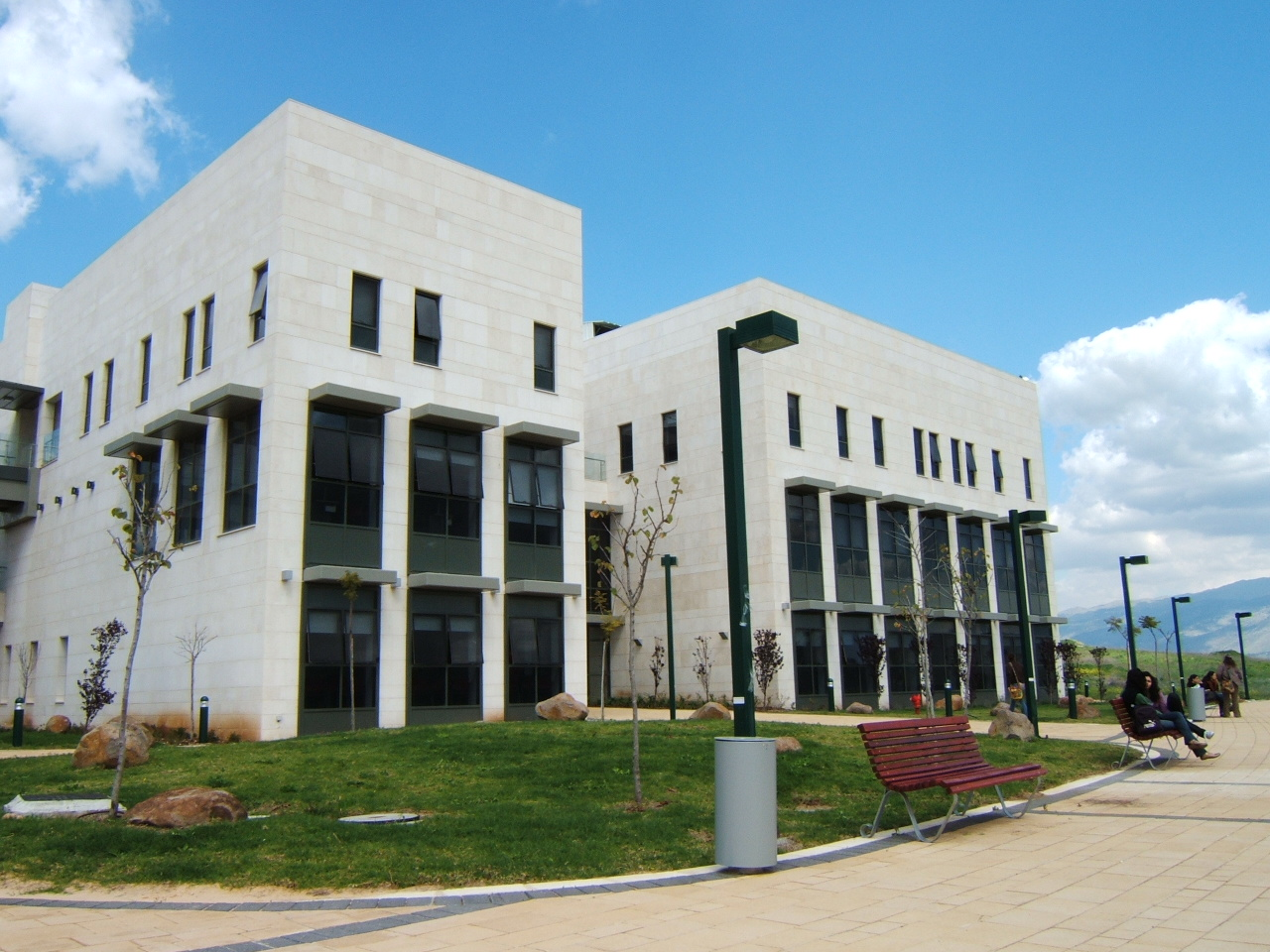
Colegio Académico Tel Jai

## Educación
De acuerdo con la Oficina Central de Estadísticas de Israel (ICBS), en 2022 hay 15 escuelas y 3.681 estudiantes en la ciudad. Están distribuidos en 10 escuelas primarias y 1.886 estudiantes de primaria, y 5 escuelas secundarias y 1.795 estudiantes de secundaria. El 49,3% de los estudiantes de 12.º grado tenían derecho a un certificado de matriculación en 2001.
El Colegio Académico Tel Jai es una universidad ubicada cerca del kibutz Kefar Guiladí al norte de la ciudad. La universidad ofrece programas académicos y de educación continua para aproximadamente 4.500 estudiantes, el 70% de los cuales provienen de fuera de la región. La universidad ofrece títulos en ciencias biológicas, ciencias sociales, informática y humanidades.

## Transporte

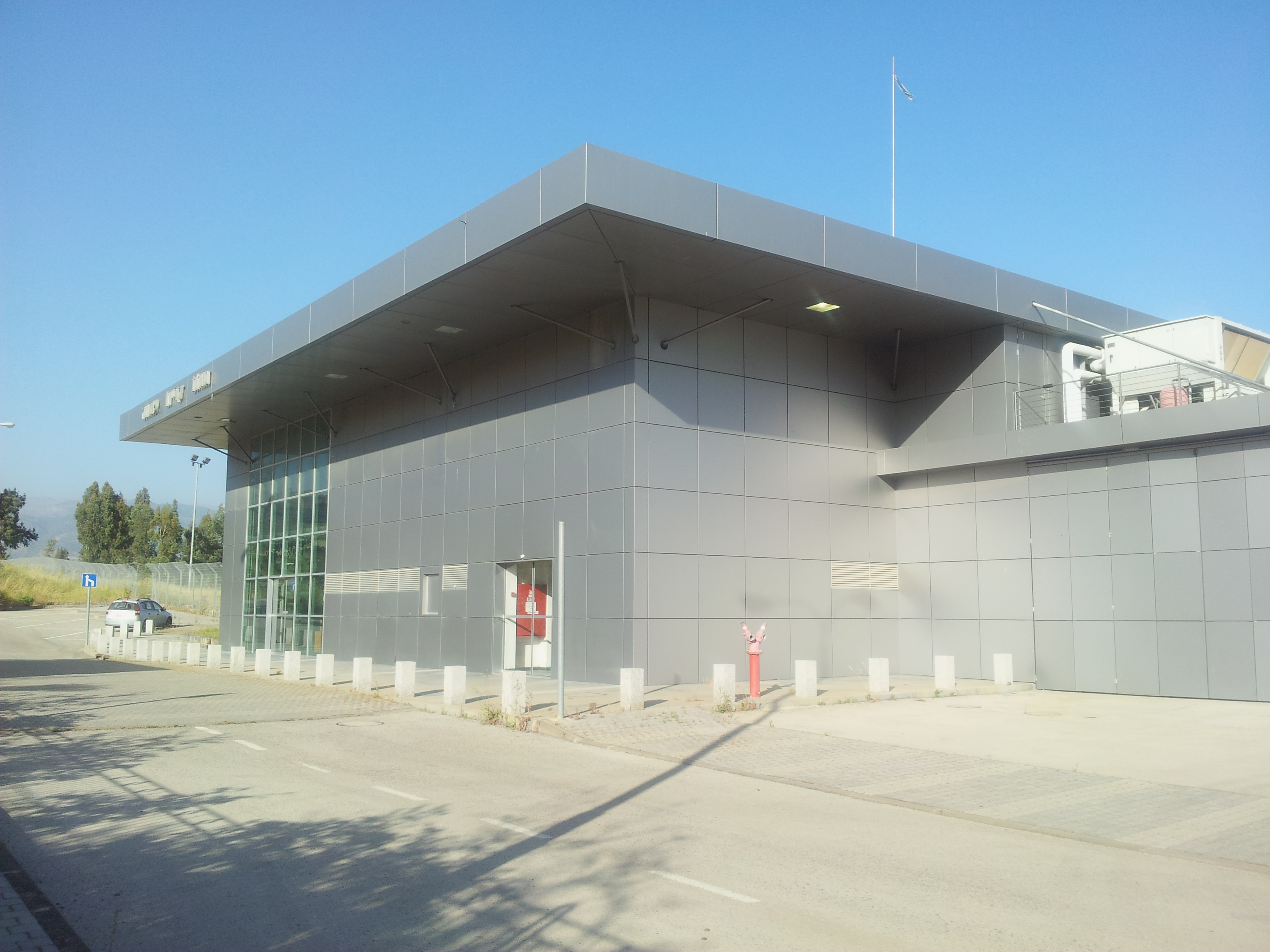
Aeropuerto de Kiryat Shemona

Kiryat Shemona se encuentra en el cruce de dos carreteras nacionales importantes: la Ruta 90 y Ruta 99. 
La ciudad se encuentra cerca del extremo norte de la Ruta 90 Norte-Sur (la carretera más larga de Israel), conecta Eilat en el extremo sur del país, discurriendo a lo largo del Aravá, el mar Muerto, el valle del Jordán (en Cisjordania), el mar de Galilea, hasta Kiryat Shemona en el extremo norte. La carretera termina unos 8 km más al norte en el pueblo de Metula, en la frontera con el Líbano.
La Ruta 99, la autopista este-oeste más septentrional de Israel, comienza en Kiryat Shemona y viaja hacia el este, hacia los Altos del Golán. La carretera pasa por el Río Hasbaní y por Banias, finalizando en el pueblo druso de Masade. La carretera también cumple una importante función turística, ya que proporciona acceso a las personas a instalaciones para deportes de invierno en el Monte Hermón.
La compañía de autobuses Egged proporciona servicios a lo largo de 26 rutas de autobuses del centro de la ciudad en Kiryat Shemona. Egged, junto con Nateev Express, conecta Kiryat Shemona con las localidades circundantes del valle de Jule. Egged también brinda servicios de larga distancia a ciudades como Tel Aviv y Jerusalén en el centro del país.
En las inmediaciones orientales de la ciudad se encuentra el Aeropuerto de Kiryat Shemona.

## Deporte

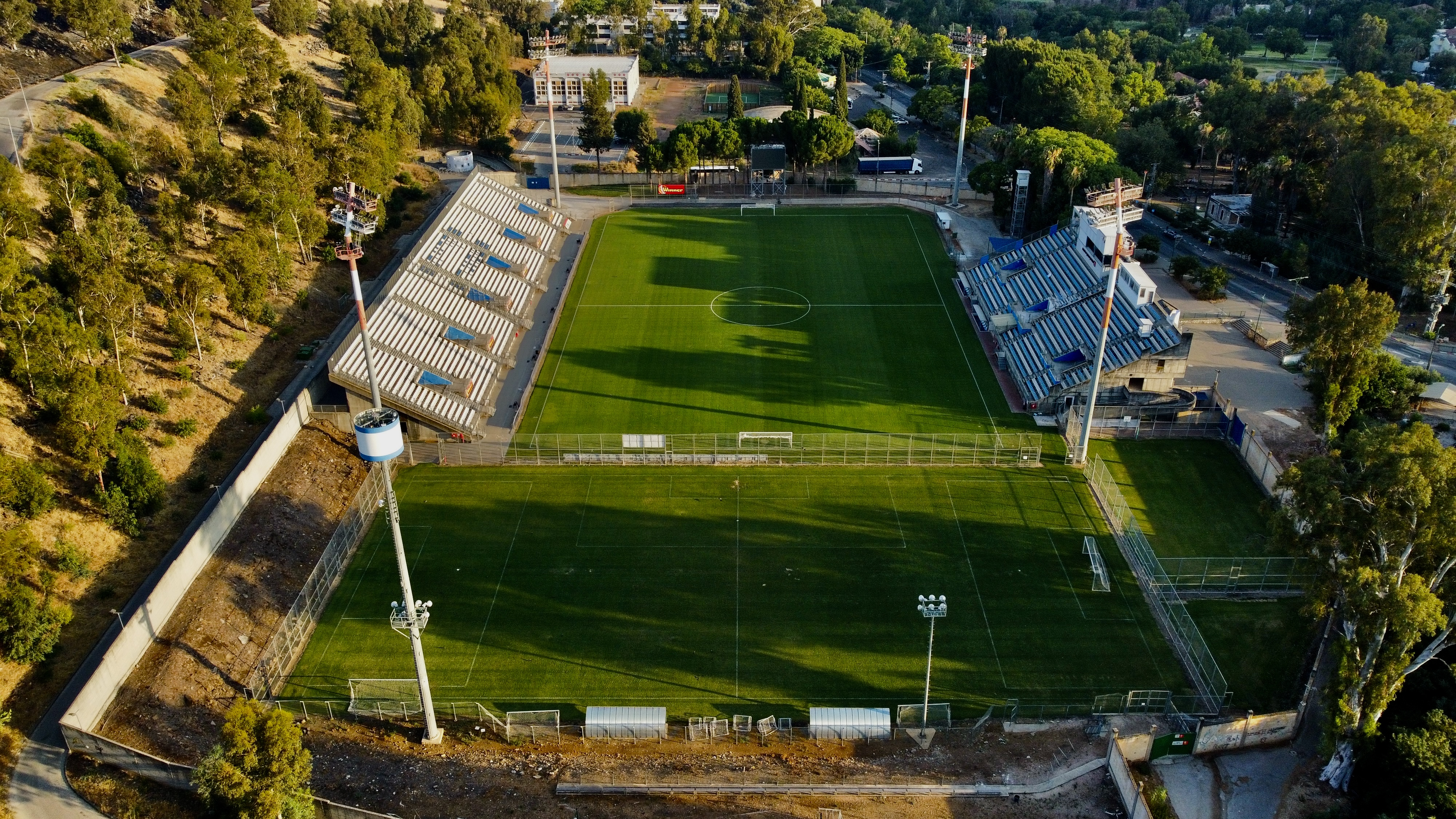
Estadio de Kiryat Shemona

Kiryat Shemona es la ciudad más pequeña de Israel con representación en la Liga Premier de Israel, el Hapoel Ironí Kiryat Shemona. Formado por la fusión de Hapoel Kiryat Shemona y Macabí Kiryat Shemona en el año 2000, el club consiguió el ascenso a la primera división por primera vez al final de la temporada 2006–07, y ganó el Campeonato de la Liga Premier de Israel en 2011–2012.
La ciudad también alberga uno de los 19 Centros de Tenis de Israel (ITC).

## Personas notables
- Dudi Sela (nacido en 1985), tenista.
- Edén Ben Zaken (nacida en 1994), cantante.
- Vladislav Bykanov (nacido en 1989), patinador olímpico.
- Ronald Zilberberg (nacido en 1996), patinador olímpico.
- Artem Tsoglin (nacido en 1997), patinador en pareja.
- Ofer Yaakobi (nacido en 1961), jugador de baloncesto.
- Yifat Shasha-Bitón (nacida en 1973), educadora y política.

## Ciudades hermanadas
Kiryat Shemona está hermanada con las siguientes ciudades:
- Hampstead, Canadá (desde 1978)
- Nancy, Francia (desde 1983)
- Memmingen, Alemania (desde 1985)
- Užice, Serbia (desde 1991)
- Rishón Letzión, Israel (desde 2006)
- Leicester, Reino Unido (desde 2012)